# Бризбар, Эдуард-Луи Александр
Эдуард-Луи Александр Бризбар (фр. Edouard-Louis-Alexandre Brisebarre; 12 февраля 1815, Париж — 17 декабря 1871, Париж) — французский драматург.

## Биография
Эдуард-Луи Александр Бризбар родился 12 февраля 1818 года в Париже.
Некоторое время работал писцом у адвоката в Lycée Charlemagne, затем был сборщиком податей, но скоро лишился этой должности и поступил в актёры. Так как и здесь счастье ему не улыбалось, то он решил испытать свои силы на литературном поприще, и первая же пьеса его, «La fiole de Cagliostro» (1835), имела огромный для новичка успех.
С тех пор Бризбар (большей частью в сотрудничестве с другими авторами) написал свыше ста пьес; среди которых имеются и драмы; но главным образом это водевили того жанра, где остроумие сводится к двусмысленности положения и языка и вся пьеса низводится на степень фарса.
В 1860 году вместе с Эженом Нионом Бризбар издал «Drames de la vie» (2 тома).
Эдуард-Луи Александр Бризбар умер 17 декабря 1871 года в родном городе.

## Избранная библиография
- «La vie en partie double» (1845);
- «Le tigre du Bengale» (1849);
- «Drinn-Drinn» (1851);
- «Rose Bernard» (1857, драма);
- «Les ménages de Paris» (1859);
- «Le garçon de ferme» (1861, драма);
- «La maison Saladier» (1861);
- «Monsieur de la Racléé» (1862);
- «Léonard» (1863, драма);
- «La vache enragée» (1865, комедия);
- «Les rentiers» (1867, комедия);
- «Le musicien de rues» (1866)
- «Les pauvres filles» (1867).